# Jüdischer Friedhof (Vodňany)
Koordinaten: 49° 8′ 23,7″ N, 14° 8′ 4,5″ O

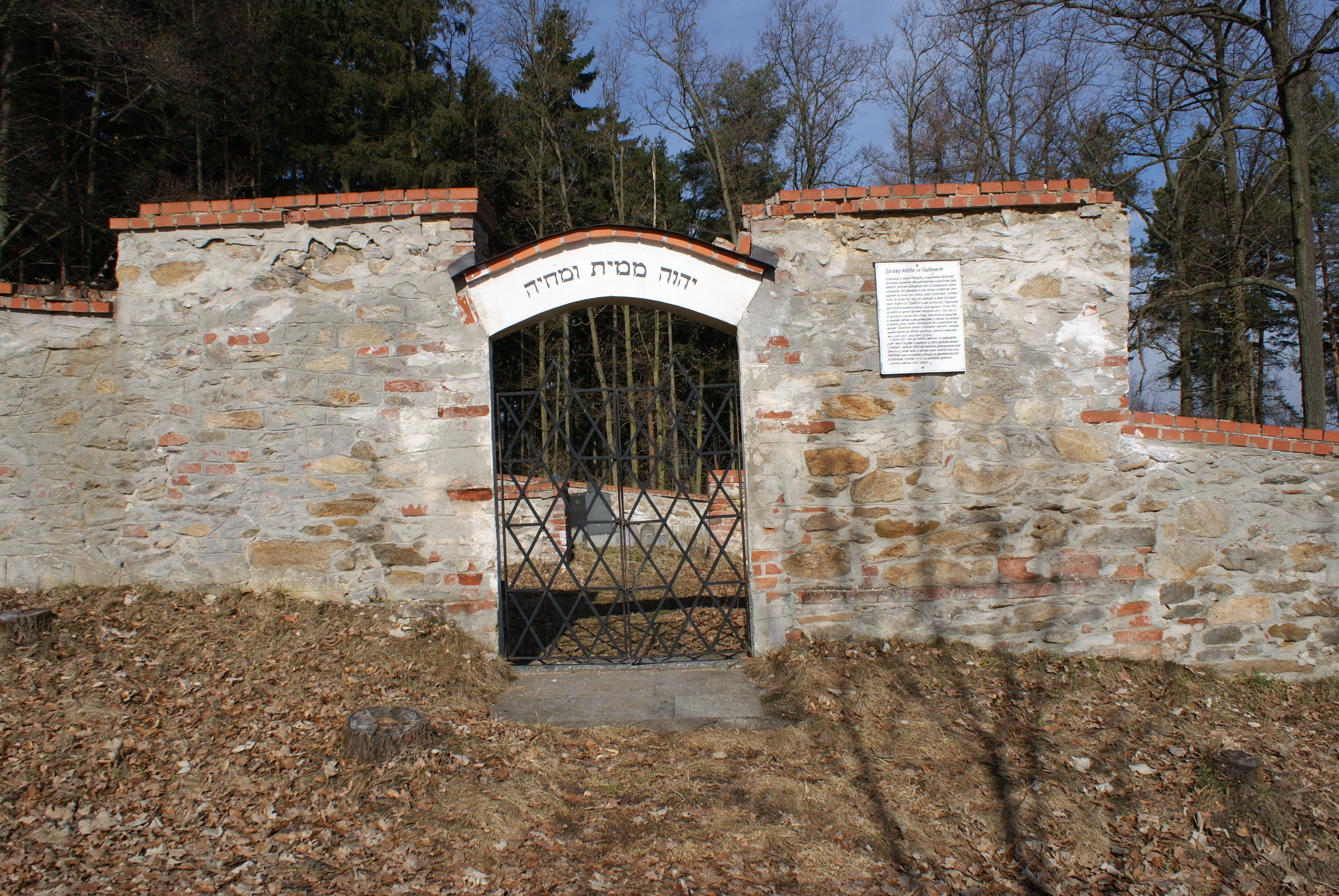
Eingang zum jüdischen Friedhof in Vodňany

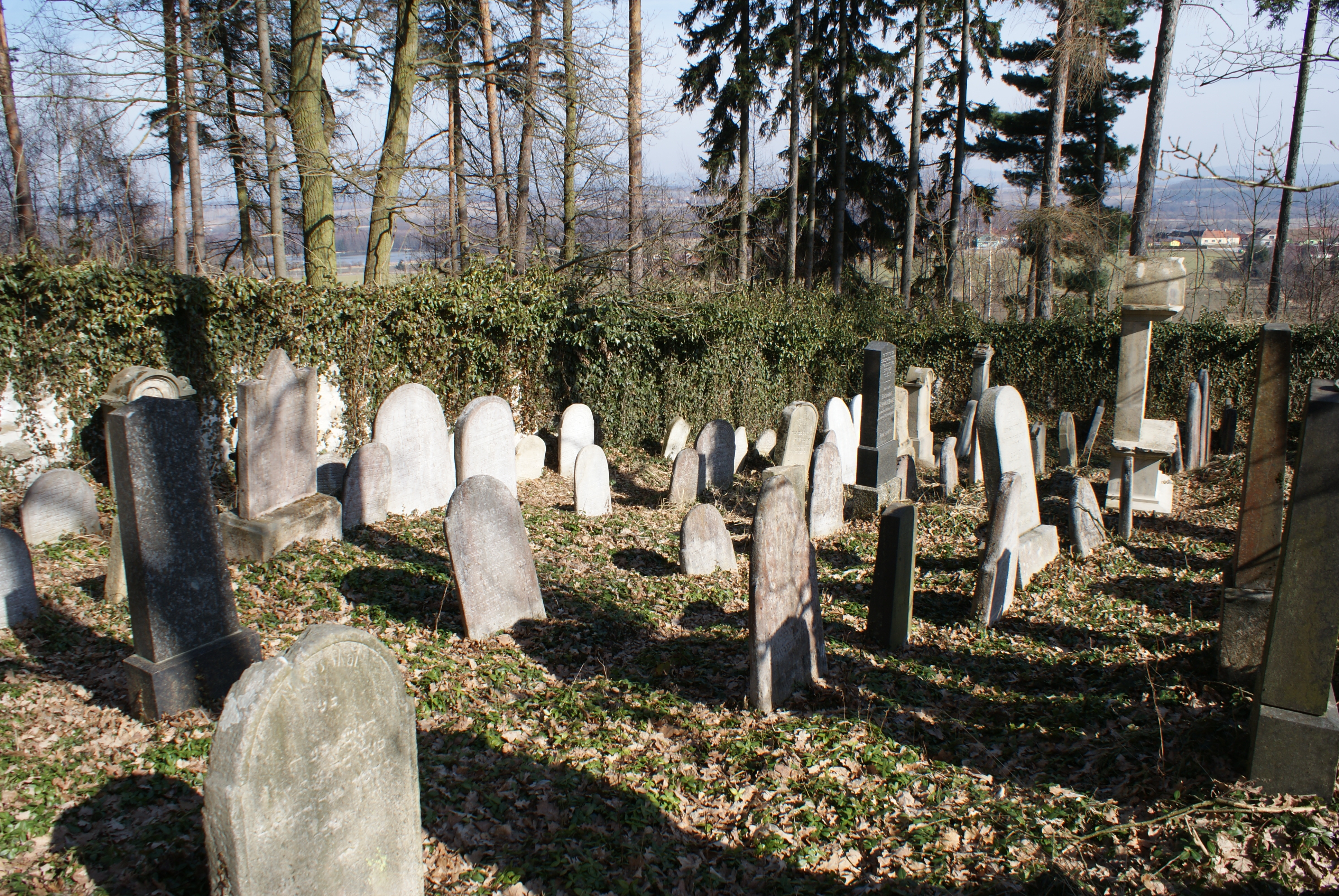
Ansicht des Friedhofs

Der Jüdische Friedhof in Vodňany (deutsch Wodnian),  einer tschechischen Stadt im Okres Strakonice der Südböhmischen Region, wurde 1840 errichtet. Der jüdische Friedhof westlich des Ortes ist ein geschütztes Kulturdenkmal.
Auf dem circa 800 Quadratmeter großen Friedhof sind noch etwa hundert Grabsteine vorhanden.